# Emlyon Business School
EMLYON Business School (École de Management de Lyon) je europska poslovna škola s razvedenim kampusom smještenim u Parizu, Lyonu, Saint-Étienneu, Casanblanci i Šangaju. Osnovana 1872.
EM Lyon je Financial Times 2014. rangirao na 14. mjesto među europskim poslovnim školama. U 2015., Em Lyon-ov program menadžmenta Financial Times je ocijenio 30. u svijetu. Također zauzima 68. mjesto na svjetskoj ljestvici sa svojim magistarski programom.
Svi programi imaju trostruku akreditaciju međunarodnih udruga AMBA, EQUIS, i AACSB. Škola ima istaknute apsolvente u poslovnom svijetu i u politici, kao što su primjerice Jean-Pascal Tricoire (CEO Schneider Electric), Stéphane Bern (novinar) i Gwendal Peizerat (klizačica).

## Vanjske poveznice
- Službena stranica